# Stachów (województwo dolnośląskie)
Stachów – wieś w Polsce położona w województwie dolnośląskim, w powiecie strzelińskim, w gminie Kondratowice.

## Podział administracyjny
W latach 1975–1998 miejscowość administracyjnie należała do województwa wrocławskiego.

## Historia
Miejscowość została wymieniona w zlatynizowanej, staropolskiej formie Stachow w łacińskim dokumencie wydanym w 1332 roku w Brzegu, gdzie wymieniono dwóch rycerzy Gniewomira ze Stachowa oraz Boruchę Borucha de Stassow lub Borutę Boruthone de Stachow.
Wieś była przysiółkiem wsi Czerwieniec, a obecnie jest sołectwem w gminie Kondratowice. W XVI w. należała do księcia Jana Marcina Stachowa herbu Stachów.

## Szlaki turystyczne
- Niebieski:  Sienice - Kondratowice - Rakowice - Maleszów - Janowiczki - Bednarz - Stachów - Las nad Czerwieńcem - Jakubów - Ciepłowody - Karczowice[6]